# Малкин, Александр Яковлевич
Александр Яковлевич Малкин — российский химик-органик и физикохимик, лауреат Виноградовской премии за работы в области реологии полимеров.

## Биография
Родился 31 января 1937 года.
Окончил среднюю школу в Москве (1954, с золотой медалью) и Московский институт химического машиностроения (МИХМ) (1959, с красным дипломом) по специальности инженер-механик по переработке пластмасс.
В 1960—1962 инженер, младший научный сотрудник отдела технологии экструзии НИИ Химического машиностроения (Москва).
В 1962—1975 гг. в Институте нефтехимического синтеза АН СССР: аспирант, младший научный сотрудник, старший научный сотрудник Лаборатории реологии полимеров.
В 1965 г. защитил кандидатскую, в 1971 — докторскую диссертацию:
- Высокоэластичность и вязкоупругость полимеров в текучем состоянии : диссертация ... доктора физико-математических наук : 01.00.00. - Москва, 1970. - 609 с. : ил.

В 1975—2001 гг. работал в НИИ Пластмасс Минхимпрома: зав. лабораторией технологии реакционного формования (1975—1986), начальник физико-химического отдела (1986—2001).
В 1979 году присвоено звание профессора.
В 2001—2008 гг. приглашённый профессор, консультант и руководитель программ реологического центра Cape Peninsula Institute of technology (Кейптаун, ЮАР). Одновременно участвовал в бизнеспроектах в России.
С 2008 г. по настоящее время Главный научный сотрудник Института нефтехимического синтеза им. А. В. Топчиева РАН.
По совместительству в 1980—1990 гг. профессор МГУ им. М. В. Ломоносова (кафедра высокомолекулярных соединений химического факультета), читал курсы: технология полимеров, переработка полимеров, материаловедение полимеров, физика и механика полимеров.

## Награды
- Лауреат Виноградовской премии Реологического общества им. Г.В.Виноградова 1995 г. за работы в области реологии полимеров.
- Премия имени В. А. Каргина (совместно с В. Г. Куличихиным, за 2020 год) — за цикл работ «Структурные и фазовые превращения при течении многокомпонентных полимерных систем»

- Диффузия и вязкость полимеров [Текст] : Методы измерения. - Москва : Химия, 1979. - 303 с. : ил.; 21 см.
- Реология в технологии полимеров : (Основные закономерности течения полимеров) / А. Я. Малкин. - М. : Знание, 1985. - 32 с. : ил.; 24 см. - (Новое в жизни, науке, технике; 4/1985).
- Химическое формование полимеров / А. Я. Малкин, В. П. Бегишев. - М. : Химия, 1991. - 238,[1] с. : ил.; 22 см.; ISBN 5-7245-0233-X (В пер.)
- Реология в процессах образования и превращения полимеров / А. Я. Малкин, С. Г. Куличихин. - М. : Химия, 1985. - 240 с. : ил.; 21 см.;
- Реология полимеров [Текст] / Г.В. Виноградов, А.Я. Малкин. - Москва : Химия, 1977. - 438 с. : ил.; 22 см. , английское издание Rheology of Polymers (Springer, 1980). Число цитирований — 788.
- (совместно с A.I. Isayev) Монография Rheology: Conceptions. Methods, Applications, ChemTec Publ., Toronto, Canada — три переиздания 2006, 2010, 2017 гг.
- Методы измерения механических свойств полимеров [Текст] / А.Я. Малкин, А.А. Аскадский, В.В. Коврига. - Москва : Химия, 1978. - 330 с. : ил.; 20 см.
- Сборник задач по механическим свойствам полимеров [Текст] : (Руководство к практикуму) / А. Я. Малкин, А. В. Ермолина, М. И. Родионова ; Под ред. Н. А. Платэ ; Моск. гос. ун-т им. М. В. Ломоносова. Хим. фак. Кафедра высокомолекулярных соединений. - Москва : [б. и.], 1972. - 55 с. : ил.; 20 см.
- Полистирол [Текст] : Физ.-хим. основы получения и переработки / [А. Я. Малкин, С. А. Вольфсон, В. Н. Кулезнев, Г. И. Файдель]. - Москва : Химия, 1975. - 288 с. : граф.; 22 см.
- Ориентационные явления в растворах и расплавах полимеров (ред. совместно С. П. Папковым), М. 1980.
- (совместно с А. Е. Чалых) «Методы измерения вязкости и диффузии» (1979)
- (совместно с В. П. Бегишевым) — Reactive Processing of Polymers, ChemTec Publ., Toronto, Canada, 1999.